# ساروا (باشقیرستان)
ساروا (انگلیسی: Sarva, Republic of Bashkortostan) یک شهرک در شهرستان نوریمانوفسکی استان باشقیرستان کشور روسیه است.